# John Thorrington
John Gerard Thorrington (Johannesburg, 17 oktober 1979) is een voormalig Zuid-Afrikaans-Amerikaans voetballer.

## Clubcarrière
Thorrington wist niet door te breken bij de jeugd van Manchester United en tekende in 1999 bij Bayer Leverkusen. Ook in twee jaar bij Leverkusen wist hij geen speeltijd te bemachtigen. Hij tekende in de zomer van 2001 bij Huddersfield Town. Op 11 augustus 2001 maakte hij tegen AFC Bournemouth zijn debuut voor Huddersfield. Op 2 september 2001 maakte hij tegen Wycombe Wanderers zijn eerste doelpunt. In maart van 2003 tekende Thorrington bij Grimsby Town. Op 13 maart 2004 maakte hij tegen AFC Bournemouth zijn debuut voor Grimsby Town. Thorrington kwam in totaal maar drie keer uit voor Grimsby Town door een aanhoudend gevecht met blessures.
In 2005 tekende Thorrington bij Chicago Fire. Hij maakte zijn debuut op 14 mei 2005 tegen New York Red Bulls. In 2006 liep hij echter opnieuw een knieblessure op die hem enige tijd buiten spel zette. Op 21 oktober 2007 maakte hij tegen Los Angeles Galaxy zijn eerste doelpunt voor The Fire. Thorrington werd vervolgens in 2010 gekozen door Vancouver Whitecaps in de MLS Expansion Draft 2010. Vancouver Whitecaps besloot in 2013 niet met hem door te gaan en zijn contract werd dan ook ontbonden. Op 14 december 2012 werd hij gekozen door DC United in de MLS Re-Entry Draft 2012. Zijn contract werd aan het einde van het seizoen niet verlengd. Op 31 maart 2014 werd bekend dat hij per direct zal stoppen met profvoetbal.

## Interlandcarrière
Op 7 juni 2001 maakte Thorrington tegen Ecuador zijn debuut voor de Verenigde Staten. Hij verving Steve Cherundolo in de eenenzeventigste minuut. Zijn tweede wedstrijd voor de VS kwam zeven jaar later, op 22 juni 2008, toen hij inviel tegen Barbados. Zijn overige twee wedstrijden voor net nationale elftal speelde hij tegen Guatemala en Zweden.